# 소니 뮤직 엔터테인먼트 (일본)

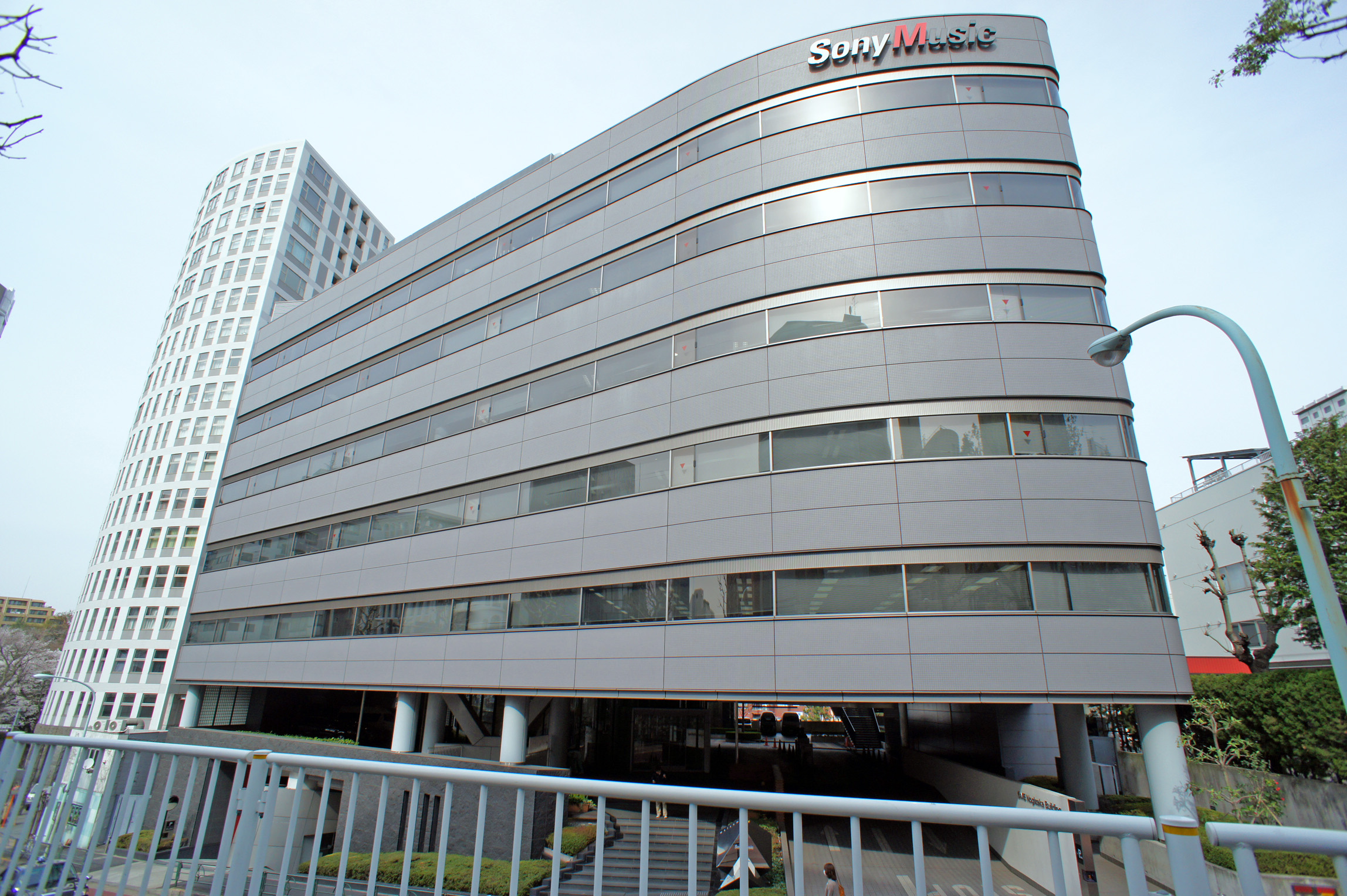
구 SME 노기자카 빌딩(2018년 2월, 쟈니즈 사무소에 매각)

주식회사 소니 뮤직 엔터테인먼트(약칭: SMEJ, SME Japan, 소니 뮤직 재팬)는 도쿄도 지요다구에 본사를 둔 소니그룹의 음악계 사업 통괄 회사(중간지주회사)다. 약칭은 SME 또는 SMEJ이며, 로고 표기로는 이탤릭체인 Sony Music이 사용된다.
일본 소니그룹의 직속 자회사이며, 미국의 소니 뮤직 엔터테인먼트(SME)와는 독립적으로 운영되고 있다.

## 역사
1968년 3월 11일, 'CBS·소니 레코드 주식회사'로서 설립되어, 1991년부터 현사명이 되었다. 게다가 2001년에는, 분리·자회사화한 레코드 제작 부문, 영업 부문, 제조 부문의 통괄회사(지주회사)가 되었다. 현재의 법인은 2003년에 비음악 부문을 분리하기 위해 실시한 회사 분할 때에, 旧 소니 뮤직 엔터테인먼트의 음악 사업을 승계해 설립되었다.
음악계 사업 이외는, 2003년의 회사 분할로 동시에 설립된 주식회사 소니 컬쳐 엔터테인먼트가 통괄회사가 되었다. 그러나 소니의 리테일 사업의 매각에 따라 2006년 5월 17일에 주식회사 에스시유로 상호 변경한 후, 회사 분할에 의해 新 주식회사 소니 컬쳐 엔터테인먼트와 리테일 사업의 통괄회사 두 회사를 자회사로 설립했다. 주식회사 에스시유는 소니에 흡수합병되었고, 또한 주식회사 소니 컬쳐 엔터테인먼트도 2006년 12월 1일에 주식회사 소니 뮤직 엔터테인먼트에 흡수합병되었다. 이와 같이 소니에 의한 그룹의 해체·재편이 행해졌다.
미국의 소니 뮤직 엔터테인먼트(CBS 레코드 (초대법인)가 모체)는 2004년에 BMG 엔터테인먼트와 합병해 '소니 BMG 뮤직 엔터테인먼트'가 발족했다.
2008년 10월에는, 소니가 '소니 BMG 뮤직 엔터테인먼트'의 베르텔스만 지분을 취득해, '소니 BMG 뮤직 엔터테인먼트'를 완전 자회사화했다. 동시에 소니의 완전 자회사인 소니 뮤직 엔터테인먼트(SMEJ)는 '소니 BMG 뮤직 엔터테인먼트'로부터 BMG JAPAN의 전주식의 양도를 받고 BMG JAPAN을 자회사화했다. 그 후 2009년 10월 1일, BMG JAPAN의 국내 제작 부문 및 서양 음악 부문 이외의 부문을 흡수 합병했다.
음악 전달 사업을 둘러싼 다른 레코드 회사에 비해 한 곡당 가격이 약간 높게 설정되었으며, 디지털 저작권 관리(DRM)가 엄격하고, 종래까지는 소니 워크맨이나 PC용 플레이어 밖에 재생이 불가능한 ATRAC 방식이 주체이거나, 음원이 전달되고 있는 웹사이트가 자회사의 레이블 게이트가 운영하고 있는 mora와 그 제휴처에 한정되어 있었다.
그러나 아리오라 재팬을 비롯한 구 BMG JAPAN 계열사와 레이블은 SME 산하가 되어도 계속 아이튠즈 스토어 등에서 악곡 제공을 하고 있었다. 2012년에 들어가면, 2월 22일에 아이튠즈 스토어에서 주요 서양 아티스트의 곡 제공을 개시했다. 게다가 10월 1일 mora의 사이트 리뉴얼에서 DRM 프리 MP3와 AAC에 의한 악곡 전달이 개시된 것으로, SME도 이 형식으로 곡 제공을 실시하게 되어, 11월 7일부터 주요 방악 아티스트의 곡 제공도 개시했다.
또 레코드 인기가 재연하고 있는 상황을 받아 2017년 6월 29일 일본 국내 아날로그 기록의 자사 생산을 재개한다고 발표했다. 1989년에 생산을 종료하고 나서는 해외 기업을 포함해 외주하고 있으며, 자사에서의 생산은 29년 만이다. 당초는 SME계 소속 아티스트가 중심이 되지만, 향후 외부 레이블로부터의 수주 생산도 받아들인다.
한편 2000년 이후 CD 불황으로 레이블 비즈니스가 엄격해진 가운데, 그룹 회사의 애니플렉스(애니메이션 기획·제작)가 다루는 소셜 게임 "Fate/Grand Order"가 기록적인 히트를 달성해, 출시한 2015년 이후 대폭으로 매출을 늘리고 있다. 2018년 3월기 그룹 전체 매출액 중 절반을 애니플렉스가 차지할수록 그룹 간 비주얼 비즈니스에 대한 비중이 높아지고 있다.

## 그룹 회사

### 뮤직 & 아티스트 비즈니스 그룹
- 소니 뮤직 레이블스 - 음악 사업 회사. 아래 참고
- 소니 뮤직 마케팅 유나이티드
- 소니 뮤직 아티스츠
- 차세대
- 소니 뮤직 퍼블리싱
- 뮤직레인
- room NB

#### 소니 뮤직 레이블스
2014년 4월 1일, SME의 산하에 있는 소니 뮤직 레코드를 비롯해, 8개 레이블이 합병해, 주식회사 소니 뮤직 레이블스(Sony Music Labels Inc.)가 새롭게 출범했다.
각종 미디어에서는 사명 표기 등 외에, 사내 컴퍼니로서의 레이블 표기 등도 계속해서 사용된다.
소니 뮤직 레코드 (Sony Music Records)
법인격상의 전신 기업.
1968년 3월에 미국 CBS사와 소니의 합작으로 창업의 CBS·소니 레코드로부터의 흐름. SME의 제작 부문 분리로 2001년 10월에 회사를 설립.
규격품 번은 SR(Sony Records).
에픽 레코드 재팬 (Epic Records Japan)
1978년 발족. 구 EPIC 소니. J-POP등의 실력파 레이블.
규격품번은 ES(EPIC Sony).
큔 뮤직 (Ki/oon Music)
1992년 발족. 구 큔 소니. 록이나 믹스처 등의 개성파 레이블.
규격품번은 KS(Ki/oon Sony).
에스엠이 레코드 (SME Records)
1998년 발족. J-POP나 락등의 실력파 레이블. 발족 당초는 SMR내의 레이블이었지만 2003년 4월에 회사를 설립. 합병에 따라 사내 레이블로 회귀. 규격품번은 SE(Sony Music Entertainment).
소니 뮤직 어소시에이티드 레코드 (Sony Music Associated Records)
1998년 발족. J-POP등의 실력파 레이블. 외부 프로듀서를 기용하여 전개한다.
규격품번은 AI(Associated).
소니 뮤직 재팬 인터내셔널 (Sony Music Japan International)
2001년 발족. 미국 소니 뮤직 엔터테인먼트의 일본 전달.
규격품번은 SI(Sony Music Japan International).
아리오라 재팬 (Ariola Japan)
2009년 발족. 구 BMG JAPAN 나라 내부문. J-POP 등의 개성파 레이블.
규격품번은 BV(BMG Victor). BMG 시대의 유명)
SACRA MUSIC
2017년 발족. 애니메이션계 등의 타이업 등을 많이 해내고 국내뿐만 아니라 해외에서도 활약하고 있는 아티스트가 소속된 레이블.
규격 품번은 VV.
소니 뮤직 다이렉트 (Sony Music Direct)
2022년 4월 1일부터, 이관된 레이블. 주로 음악 카탈로그 개발 사업 및 연가·가요곡·낙어를 중심으로 한 레이블.
규격품번은 MH(Sony Music House).

### 비주얼 & 캐릭터 비즈니스 그룹
- 애니플렉스
  - A-1 Pictures
  - CloverWorks
  - Boundary
  - Quatro A
  - 라센글
  - 리알토 엔터테인먼트
  - 애니플렉스 오브 아메리카 (Aniplex of America)
  - 애니플렉스 상하이
  - 퍼니메이션 (소니 픽처스 엔터테인먼트 공동 소유)
    - 크런치롤
- 소니 크리에이티브 프로덕트
- 포워드웍스

### 엔터테인먼트 솔루션 비즈니스 그룹
- 소니 뮤직 솔루션즈 (구. 소니 뮤직 커뮤니케이션즈)
- Zepp 홀 네트워크

### 그외
- 노기자카46 합동회사
- Seed & Flower 합동회사
- 버즈 웨이브 합동회사

## 같이 보기
- MUSIC ON! TV

### 내용주
1. ↑  일본어: 株式会社ソニー・ミュージックエンタテインメント 가부시키가이샤 소니 뮤짓쿠 엔타테인멘토[*]
영어: Sony Music Entertainment (Japan) Inc.
2. ↑  나중에 WMA 방식도 등장한다.

### 참조주
1. ↑  タイムカプセル Vol.15: 1968年、CBS・ソニーレコード創業 ソニーの音楽ビジネスは40年前のこの新聞広告から始まった - 소니 2008년 7월 28일 (2019년 8월 29일 열람)
2. ↑  “（株）ソニー・ミュージックエンタテインメントによる株式会社BMG JAPAN 完全子会社化” (PDF). 소니. 2008년 10월 2일. 2014년 4월 2일에 확인함.
3. ↑  ソニー、レコード国内生産を29年ぶり再開　人気再燃受け、ITmedia、2017년 6월 29일